# Ricmanje
Ricmanje (italijansko San Giuseppe della Chiusa, tržaškobeneško Rizmagne) je naselje na Tržaškem v Občini Dolina.
Ricmanje so slovenska zamejska vas na severnem robu Istre v Italiji, z nekaj sto prebivalci. Nahaja se v Občini Dolina, v Bregu. Naselje leži okoli 7 km jugovzhodno od Trsta, na nadmorski višini okoli 170 mnm.

## Znani Slovenci, povezani s krajem
- Aleksij Pregarc (*1936), gledališki igralec in književnik
- Danilo Švara (1902-1981), skladatelj in dirigent
- Boris Zuljan (1944-2013), slikar in restavrator
- Irena Žerjal (1940-2018), književnica in prevajalka
- Jakob Ukmar (1878-1971), duhovnik in nabožni pisatelj

## Izvor krajevnega imena
Naselje se je prvotno imenovalo Ricmanja vas. Krajevno ime vsebuje svojilni pridevnik iz osebnega imena Ricman, ki se ohranja kot priimek. To osebno ime je prevzeto iz starovisokonemškega imena Rizaman iz katerega utegne biti tudi slovenski priimek Rizman. V starih listinah se kraj omenja leta 1271 kot Rizmagana, 1312 de Ricemagne, in 1344 de Riçmagna.